# Allaréni
Allaréni (auch: Alareïni, Alaréni, Alareyni, Allaréini, Altéréini) ist ein Dorf in der Landgemeinde Torodi in Niger.

## Geographie
Das von einem traditionellen Ortsvorsteher (chef traditionnel) geleitete Dorf befindet sich rund 34 Kilometer nordwestlich des urbanen Zentrums von Torodi, des Hauptorts der gleichnamigen Landgemeinde und des gleichnamigen Departements Torodi, das zur Region Tillabéri gehört. Zu den Siedlungen in der näheren Umgebung von Allaréni zählen Mindéré im Nordwesten, Kossey im Osten und Mamassi im Südwesten.
Allaréni ist Teil der Übergangszone zwischen Sahel und Sudan. Die durchschnittliche jährliche Niederschlagsmenge beträgt hier zwischen 500 und 600 mm. Das Dorf liegt auf einer Höhe von 231 m. Zwischen Allaréni und Tiouridi Maoudé erheben sich regelmäßige Sandsteinhügel, die sich weiter im Norden am Fluss Niger beim Dorf Sansané Haoussa fortsetzen.

## Geschichte
Die Region Tillabéri und insbesondere das Departement Torodi waren ab 2019 verstärkt der Gefährdung durch nichtstaatliche bewaffnete Gruppen ausgesetzt. Diese äußerte sich in Angriffen, Morden, Entführungen, Plünderungen und Einschüchterungen. Im Februar 2021 wurden in Allaréni drei Menschen von sechs Angreifern ermordet, die auf Motorrädern ins Dorf gekommen waren. Im Mai 2021 flohen geschätzt 560 Personen aus 80 Haushalten aus den Siedlungen Allaréni, Bomanga, Boni, Djayel, Tangounga, Tchambouli, Tchangati und Tombolé Pabalouri vor der Gewalt in den Gemeindehauptort Makalondi. Dort kamen sie bei Gastfamilien oder in selbst errichteten Hütten am Ortsrand unter. Das Armed Conflict Location and Event Data Project erfasste für das erste Quartal 2024 in der Region Tillabéri insgesamt 122 gewaltsame Konfliktfälle mit 394 Toten und nannte Allaréni unter den betroffenen Orten.

## Bevölkerung
Bei der Volkszählung 2012 hatte Allaréni 829 Einwohner, die in 85 Haushalten lebten. Bei der Volkszählung 2001 betrug die Einwohnerzahl 556 in 59 Haushalten und bei der Volkszählung 1988 belief sich die Einwohnerzahl auf 1385 in 131 Haushalten.

## Wirtschaft und Infrastruktur
In Allaréni wird ein kleiner Wochenmarkt abgehalten. Der Markttag ist Sonntag. Hier wird mit Vieh gehandelt. Der Markt wird von Viehzüchtern aus Niger und Burkina Faso frequentiert. Mit einem Centre de Santé Intégré (CSI) ist ein Gesundheitszentrum im Ort vorhanden. Es gibt eine Schule.